# Ioannis Paleokrassas

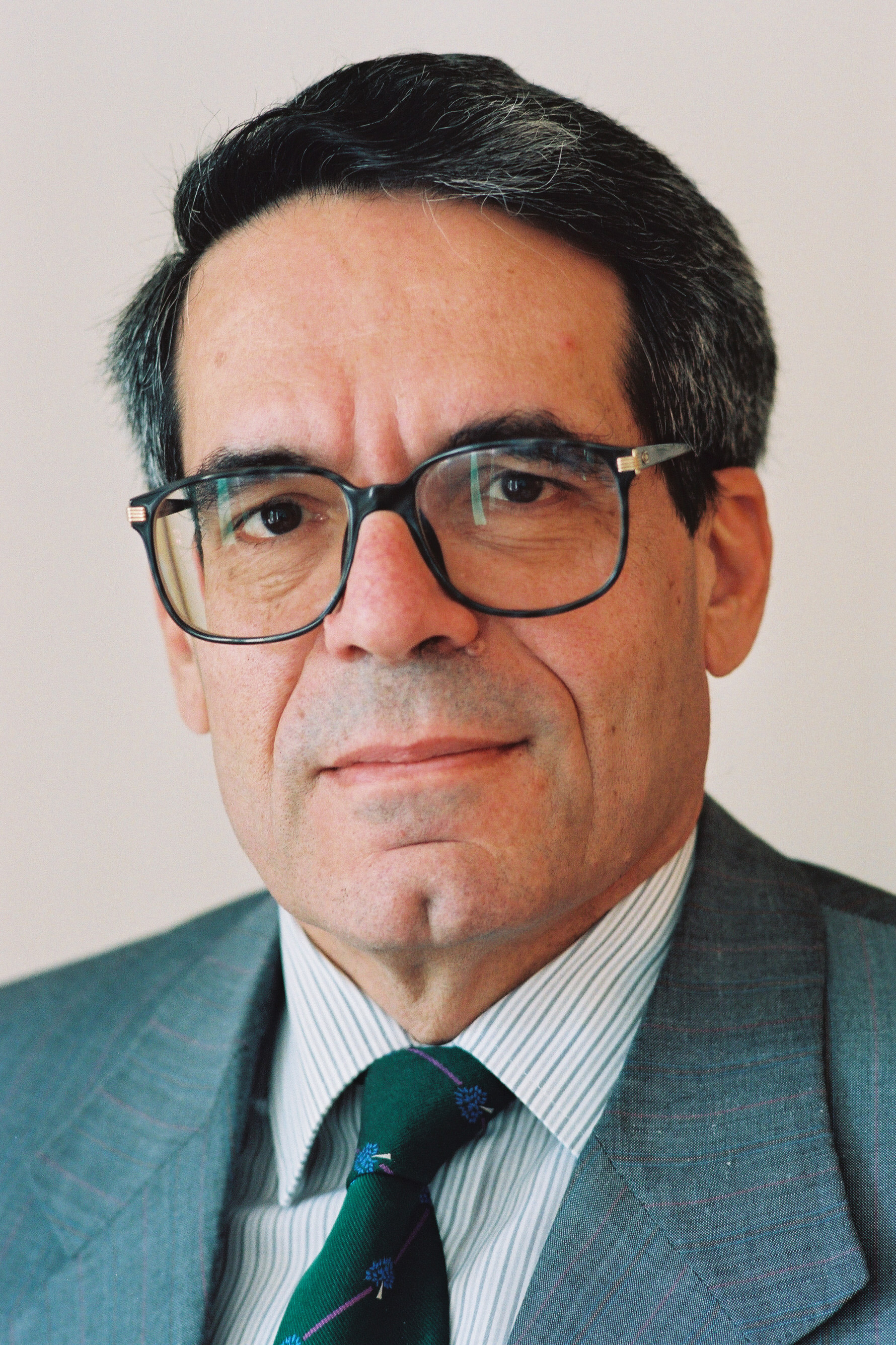
Ioannis Paleokrassas, 1993

Ioannis Paleokrassas (griechisch Ιωάννης Παλαιοκρασσας, * 27. März 1934 auf Andros (Griechenland); † 2. Oktober 2021) war ein griechischer Politiker der Nea Demokratia.
Er war Griechenlands Handelsmarineminister, Finanzminister und von 1993 bis 1995 europäischer Kommissar für Umwelt der Kommission Delors III. Am 14. Juli 1992 hat ein unbekannter Täter in Athen mit einer Rakete, vermutlich des Typs RPG-7, auf seinen Wagen geschossen. Der Flugkörper hat das Fahrzeug verfehlt, aber einen Passanten getötet.